# Джаръд Боуен
Джаръд Боуен (роден на 20 декември 1996 г.) е английски професионален футболист, дясно крило или нападател. Той играе за Уест Хям Юнайтед, както и националния отбор на Англия. В началото на кариерата си той е играл за Херефорд Юнайтед и Хъл Сити.

## Ранен живот
Джаръд Боуен е роден на 20 декември 1996 г. в Леоминстър, Херефордшир. Бащата на Боуен е бил фермер там. Растейки, негов идол е Дейвид Бекъм и той става привърженик на Манчестър Юнайтед. 

## Клубна кариера

### Херефорд Юнайтед
Началото във Футбола за Боуен започва на четиригодишна възраст в местния клуб Леоминстър Майнърс, където остава до ниво под 16 години. След това прави неуспешни проби в Астън Вила и Кардиф Сити, но все пак намира място в Херефорд Юнайтед. Вече на 17-годишна възраст Боуен прави дебют в първия отбор от мениджъра Питър Бийдъл. Впечатлявайки с младежкия отбор през същия сезон, влиза при загуба с 2:0 срещу Барнет на 22 март 2014 г. Той отбеляза първия си гол в кариерата на 21 април при домакинската победа на Херефорд с 3–2 над Алфретън Таун. 

### Хъл Сити
През юни 2014 г. Херефорд бива изключен от Футболната конференция и на 8 юли Боуен подписва за клуба от Висшата лига Хъл Сити със свободен трансфер. На предсезонната подготовка през 2016 г. прави добро впечатление, и на 23 август прави дебют за Хъл, изиграва пълните 90 минути при победата с 3–1 като гост над Екзетър Сити в EFL Cup 2016–17. Боуен подписа нов двугодишен договор с Хъл на 7 ноември 2016 г.. 
Първия си гол за Хъл Сити вкарва на 5 август 2017г. , гостувайки на Астън Вила, което завършва с резултат 1–1. Новият му договор, подписан през септември 2017 г., го обвързва с клуба до юни 2020 г. С15 гола във всички състезания през сезон 2017–18 става голмайстор на Хъл. На церемония по награждаването в края на сезона на 8 май 2018 г. Боуен печели наградите Играч на годината на привържениците на Хъл Сити и Играч на годината на играчите. 
Боуен е номиниран за наградата Играч на месеца в EFL за декември 2018 г., а после печели наградата през януари 2019 г. През март 2019 г. е избран в отбора на годината на Чемпиъншип за сезона 2018–19. Боуен вкарва 22 гола във всички състезания през сезон 2018–19 и завършва отново като голмайстор на Хъл Сити. На годишната церемония по награждаването в края на сезона на 7 май 2019 г. Боуен спечели наградите Играч на годината, Играч на годината на играчите (Асоциация на Професионалните Футболисти) и Играч на годината на привържениците на Хъл Сити.
На 27 ноември 2019 г. Боуен отбелязва 50-ия си гол за Хъл като част от победата, като домакин с 4–0 над Престън Норт Енд. Той вкарва последния си гол за Хъл при победата с 1:0 като гост срещу Шефилд Уензди на 1 януари 2020 г.

### Уест Хем Юнайтед

#### 2020–2022 г
На 31 януари 2020 г. Боуен подписа с клуба от Висшата лига Уест Хям Юнайтед с договор за пет години и половина срещу сума, която се съобщава, че е около £22 милиона. На 29 февруари, в първия си титуляр за Уест Хям, Боуен вкара първия си гол за клуба при победа с 3-1 срещу Саутхемптън.
Боуен вкарва първите си голове за сезон 2020–21 във Висшата лига на 27 септември 2020 г., с два гола при победа с 4–0 срещу Уулвърхемптън Уондърърс, което е първата победа на Уест Хям в лигата за сезона. На 4 октомври, седмица по-късно, той добавя към сметката си за сезона, отбелязвайки третия гол при победата с 3:0 като гост срещу Лестър Сити. През втората половина на сезона, Боуен вкарwа три гола в три последователни мача, при равенство 3-3 срещу Арсенал и победи с 3-2 над Уулвс и Лестър, като увеличява бройката си до осем гола за сезона. 
Боуен вкара първия си гол в европейския футбол по време на груповата фаза на УЕФА Лига Европа 2021–22 при победа с 3–0 над Генк на 21 октомври 2021 г. На 8 май 2022 г. Боуен записва и две асистенции срещу Норич Сити, като стана първият играч на Уест Хям, записал десет гола и десет асистенции за сезон след Паоло Ди Канио през сезон 1999–2000 г. Ден по-късно Боуен беше обявен за играч на сезона на Уест Хям. Боуен завърши сезон 2021–22 като голмайстор на Уест Хем с 18 гола във всички турнири, като 12 идват във Висшата лига. 

#### 2022–настояще
През сезон 2022–23 г. Боуен вкара 13 гола в 54 изяви във всички състезания. Бяха отбелязани шест гола в Лига на конференциите Европа, шест във Висшата лига и един гол във ФА Къп. На 7 юни 2023 г., по време на финала на Лига на конференциите Европа през 2023 г., Боуен вкара победния гол в 90-ата минута срещу Фиорентина, за да даде на Уест Хям първия трофей от 43 години насам с победа с 2-1. По този начин той стана първият англичанин, отбелязал победния гол на голям европейски финал след Алън Смит от Арсенал във финала за Купата на носителите на европейски купи срещу Парма през 1994 г. На следващия ден Боуен беше избран за отбора на сезона за турнира, в който отбеляза шест гола. 
На 8 октомври 2023 г. Боуен подписа нов договор с клуба до юни 2030 г. На 22 октомври той вкара при поражението на Уест Хем като гост с 4:1 от Астън Вила. Това беше петият пореден мач като гост, в който той отбеляза, постижение, постигано преди това във Висшата лига само от Тиери Анри и Мохамед Салах. На 4 ноември той отбеляза отново в мач като гост, за да счупи рекорда, тъй като Уест Хям загуби с 3–2 като гост от Брентфорд. Боуен отбеляза първия си хеттрик в кариерата при победата с 4-2 над Брентфорд на 26 февруари, включително два гола в първите десет минути на мача. Той стана първият играч на Уест Хем, отбелязал хеттрик във Висшата лига на Лондонския стадион. На 27 април 2024 г. Боуен вкара първия гол при равенството 2–2 с Ливърпул. Неговият гол беше неговият 16-ти гол във Висшата лига за сезона, изравнявайки рекорда, държан от Паоло Ди Канио и постигнат през сезон 1999–2000 г., за най-много голове, отбелязани от играч на Уест Хем в сезон във Висшата лига. На 11 май 2024 г. Боуен получи наградата „Чук на годината“.

## Международна кариера
Боуен получи първата си повиквателна за старша възраст за Англия на 24 май 2022 г. за мачовете от Лигата на нациите през следващия месец срещу Унгария, Германия и Италия. На 4 юни 2022 г. Боуен дебютира за Англия, изигравайки пълните 90 минути при загубата с 1:0 срещу Унгария, получавайки похвали от The Daily Telegraph за представянето си. Той не беше включен в състава на Англия за Световното първенство по футбол през 2022 г., което се проведе в Катар през ноември и декември 2022 г. Клубният му мениджър Дейвид Мойс каза, че формата на Боуен е пострадала след пропуска.
Боуен е извикан в английския отбор за международните срещи срещу Австралия и Италия през октомври 2023 г. На 13 октомври той беше включен в стартовия състав за победата на Англия с 1:0 над Австралия, като направи първото си участие в кариерата на стадион Уембли.
На 6 юни 2024 г. Боуен беше включен в отбора на Англия за Евро 2024 на УЕФА. В първия мач на отбора Боуен дебютира в турнира като резерва в 76-ата минута на мястото на Букайо Сака, когато Англия победи Сърбия с 1:0 в Гелзенкирхен.

## Стил на игра
Считан за бърз, директен, подвижен, енергичен играч с добра техника и нюх към гола, Боуен е известен предимно със своята скорост, движение, клинично завършване, пъргавина и контрол на топката, както и способността си да използва както темпото, така и усета си върху топката, за да създаде голови възможности за себе си или своите съотборници. Универсален нападател, той играе предимно като крило на десния фланг, позиция, която му позволява да навлезе в центъра с по-силния си ляв крак и или да стреля към вратата, или да разменя бързи пасове с други играчи и да прави включвания зад защитата. Той може също да играе в центъра, зад главния нападател като атакуващ полузащитник или втори нападател. През 2023 г. той започна да играе като централен нападател, докато Михаил Антонио беше контузен, и впечатли мениджъра Дейвид Мойс с представянето си.

## Личен живот
Бащата на Джаръд Боуен, Сам, е бивш полупрофесионален футболист. Докато играе за Мертир Тидвил, за когото отбелязва пет гола при дебюта си през август 1996 г., Сам получава шанс да премине проби в Уест Хем под ръководството на Хари Реднап. Трансферът обаче се проваля поради високата цена, която изисква Мертир за услугите на Сам. Той също така отбелязва хеттрикове при дебютите си за Форест Грийн Роувърс и Уорчестър Сити, което води до прозвището „кралят на дебютите“ от "Саут Уелс Аргус" след преминаването му в Нюпорт Каунти през януари 2004 г.
Боуен започва връзка с риалити телевизионната личност Дани Дайър.през октомври 2021 г. На 20 януари 2023 г. двойката обяви, че очаква близнаци. Техните дъщери близначки, Стар и Съмър, са родени на 22 май 2023 г. Джаръд Боуен и Дани Дайър обявяват годежа си на 21 юли 2024 г. 

## Кариерна статистика

### Клубна кариера
| Клуб                | Сезон               | Първенстов          | Първенстов | Първенстов | Купа на ФА | Купа на ФА | Купа на АФЛ | Купа на АФЛ | Европа  | Европа | Всички  | Всички |
| Клуб                | Сезон               | Дивизия             | Участия    | Голове     | Участия    | Голове     | Участия     | Голове      | Участия | Голове | Участия | Голове |
| ------------------- | ------------------- | ------------------- | ---------- | ---------- | ---------- | ---------- | ----------- | ----------- | ------- | ------ | ------- | ------ |
| Херефорд Юнайтед    | 2013–14             | Национална лига     | 8          | 1          | 0          | 0          | —           | —           | —       | —      | 8       | 1      |
| Хъл Сити            | 2014–15             | Премиършип          | 0          | 0          | 0          | 0          | 0           | 0           | 0       | 0      | 0       | 0      |
| Хъл Сити            | 2015–16             | Чемпиъншип          | 0          | 0          | 0          | 0          | 0           | 0           | —       | —      | 0       | 0      |
| Хъл Сити            | 2016–17             | Премиършип          | 7          | 0          | 0          | 0          | 2           | 0           | —       | —      | 9       | 0      |
| Хъл Сити            | 2017–18             | Чемпиъншип          | 42         | 14         | 2          | 1          | 0           | 0           | —       | —      | 44      | 15     |
| Хъл Сити            | 2018–19             | Чемпиъншип          | 46         | 22         | 0          | 0          | 0           | 0           | —       | —      | 46      | 22     |
| Хъл Сити            | 2019–20             | Чемпиъншип          | 29         | 16         | 2          | 0          | 1           | 1           | —       | —      | 32      | 17     |
| Хъл Сити            | Всички              | Всички              | 124        | 52         | 4          | 1          | 3           | 1           | 0       | 0      | 131     | 54     |
| Уест Хям Юнайтед    | 2019–20             | Премиършип          | 13         | 1          | —          | —          | —           | —           | —       | —      | 13      | 1      |
| Уест Хям Юнайтед    | 2020–21             | Премиършип          | 38         | 8          | 2          | 0          | 0           | 0           | —       | —      | 40      | 8      |
| Уест Хям Юнайтед    | 2021–22             | Премиършип          | 36         | 12         | 3          | 2          | 3           | 1           | 9       | 3      | 51      | 18     |
| Уест Хям Юнайтед    | 2022–23             | Премиършип          | 38         | 6          | 3          | 1          | 1           | 0           | 12      | 6      | 54      | 13     |
| Уест Хям Юнайтед    | 2023–24             | Премиършип          | 34         | 16         | 1          | 1          | 2           | 2           | 7       | 1      | 44      | 20     |
| Уест Хям Юнайтед    | 2024–25             | Премиършип          | 7          | 2          | 0          | 0          | 2           | 1           | —       | —      | 9       | 3      |
| Уест Хям Юнайтед    | Всички              | Всички              | 166        | 45         | 9          | 4          | 8           | 4           | 28      | 10     | 211     | 63     |
| Всички за кариерата | Всички за кариерата | Всички за кариерата | 298        | 98         | 13         | 5          | 11          | 5           | 28      | 10     | 350     | 118    |

### Международни
| Национален отбор | Година  | Участия | Голове |
| ---------------- | ------- | ------- | ------ |
| Англия           | 2022 г. | 4       | 0      |
| Англия           | 2023 г. | 1       | 0      |
| Англия           | 2024 г. | 7       | 0      |
| Общо             | Общо    | 12      | 0      |

## Отличия
Уест Хем Юнайтед
- УЕФА Лига на конференциите Европа: 2022–23[4]

Англия
- Вицешампион на UEFA Европейско първенство: 2024[5]

Индивидуални
- EFL Championship Играч на месеца: декември 2018 г.,[6] ноември 2019 г.[7]
- Отбор на сезона в Английската футболна лига: 2018–19[8]
- Отбор на сезона в Конферентната лига на УЕФА Европа: 2022–23[9]
- Играч на годината на привържениците на Хъл Сити: 2017–18[10]
- Играч на годината на Hull City Players: 2017–18[10]
- Играч на годината на играчите на Уест Хем Юнайтед: 2021–22[11]
- Уест Хем Юнайтед Играч на годината: 2023–24[12]